# Fjällig tofsskivling
Fjällig tofsskivling (Pholiota squarrosa) är en svampart som först beskrevs av Martin Vahl, och fick sitt nu gällande namn av Paul Kummer 1871. Fjällig tofsskivling ingår i släktet tofsskivlingar och familjen Strophariaceae.  Arten är reproducerande i Sverige. Inga underarter finns listade i Catalogue of Life.

## Källor

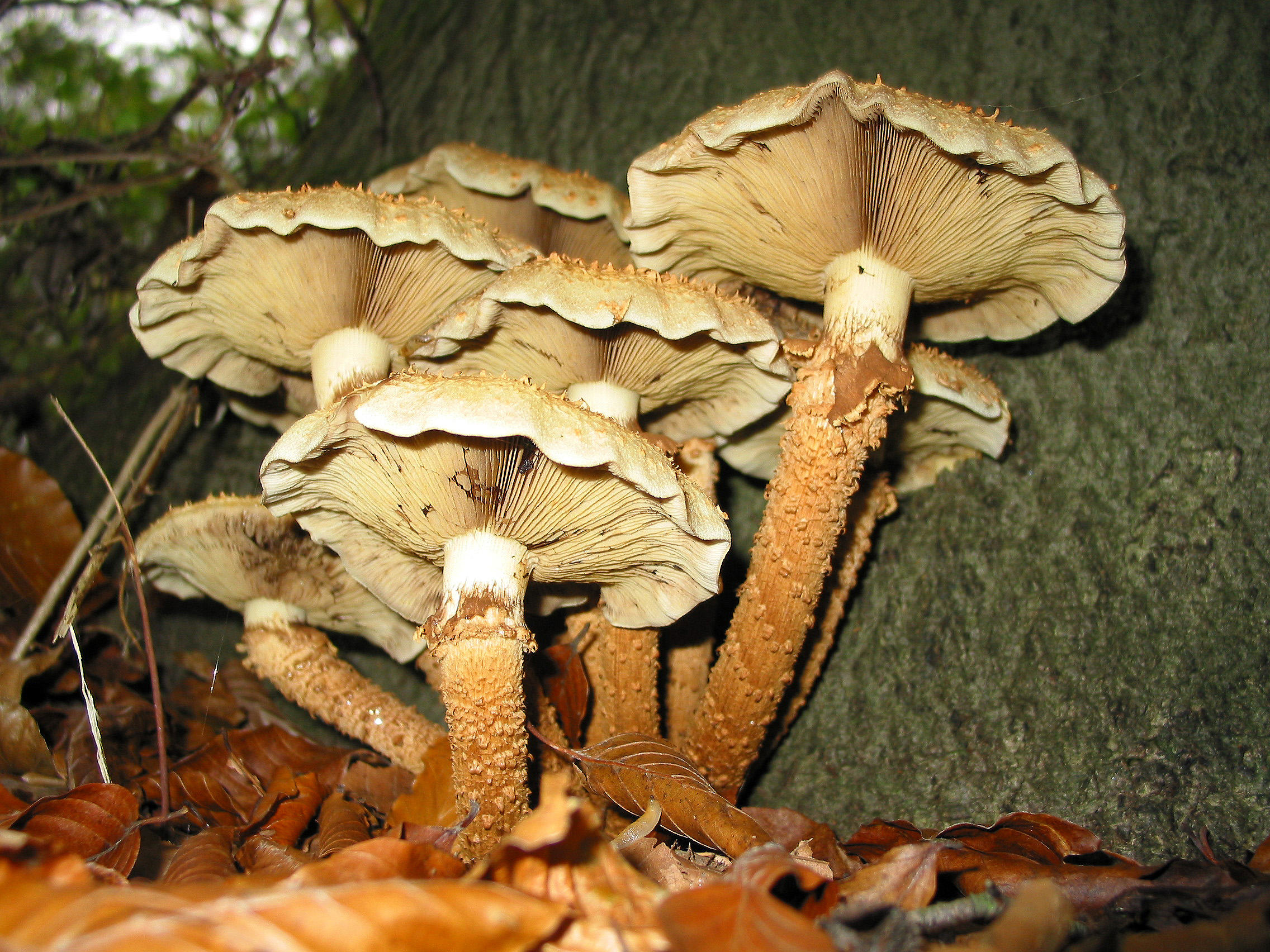
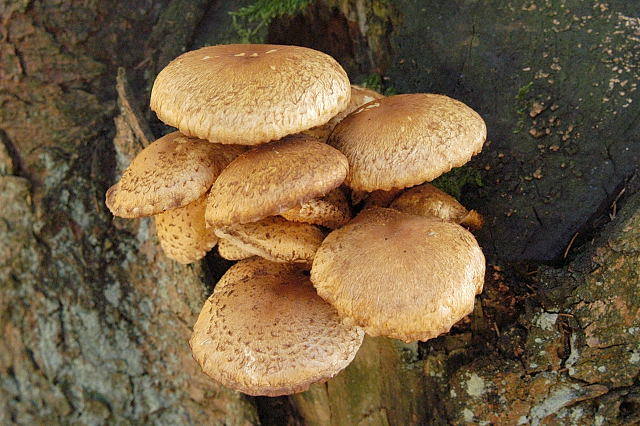
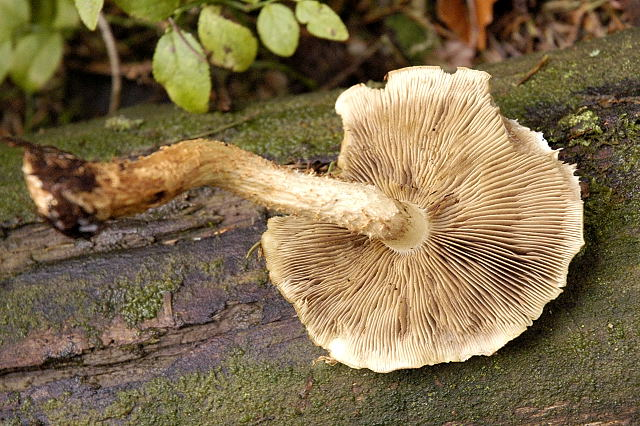
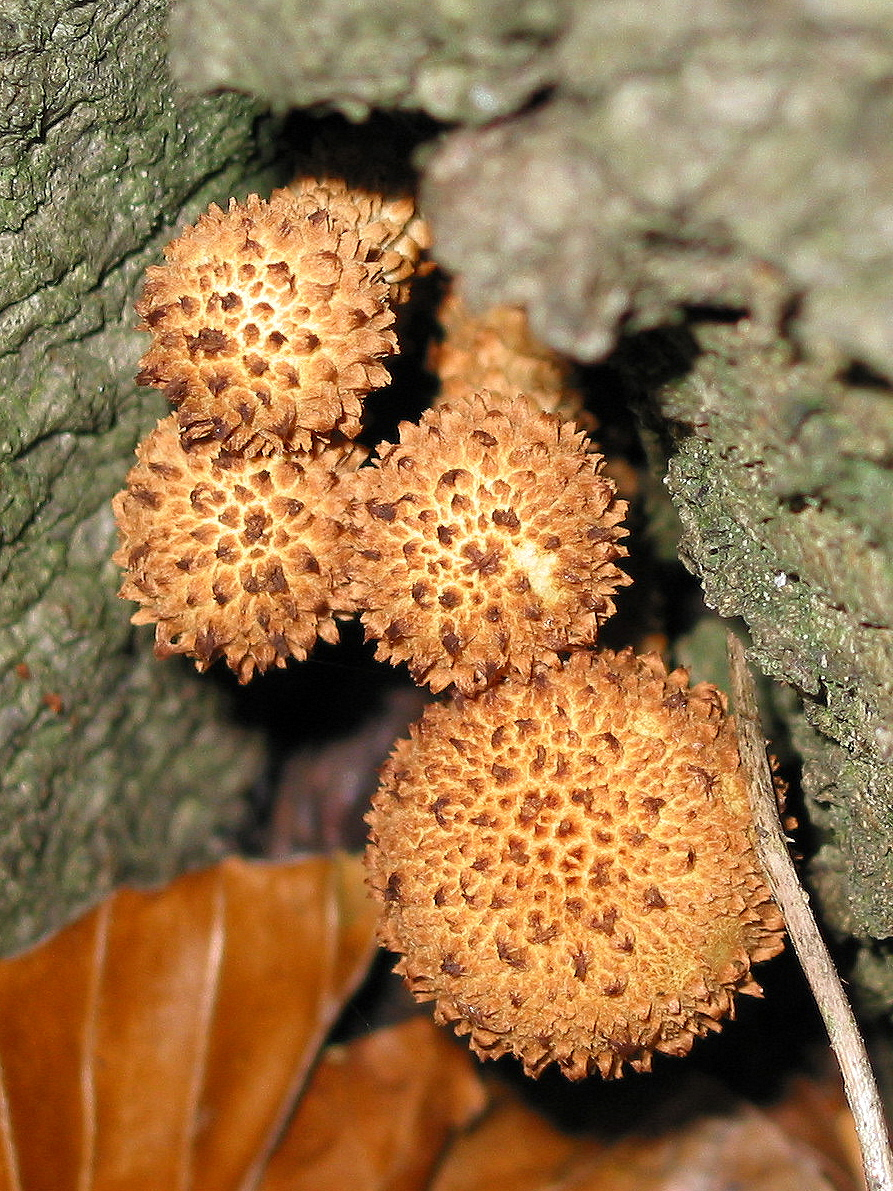
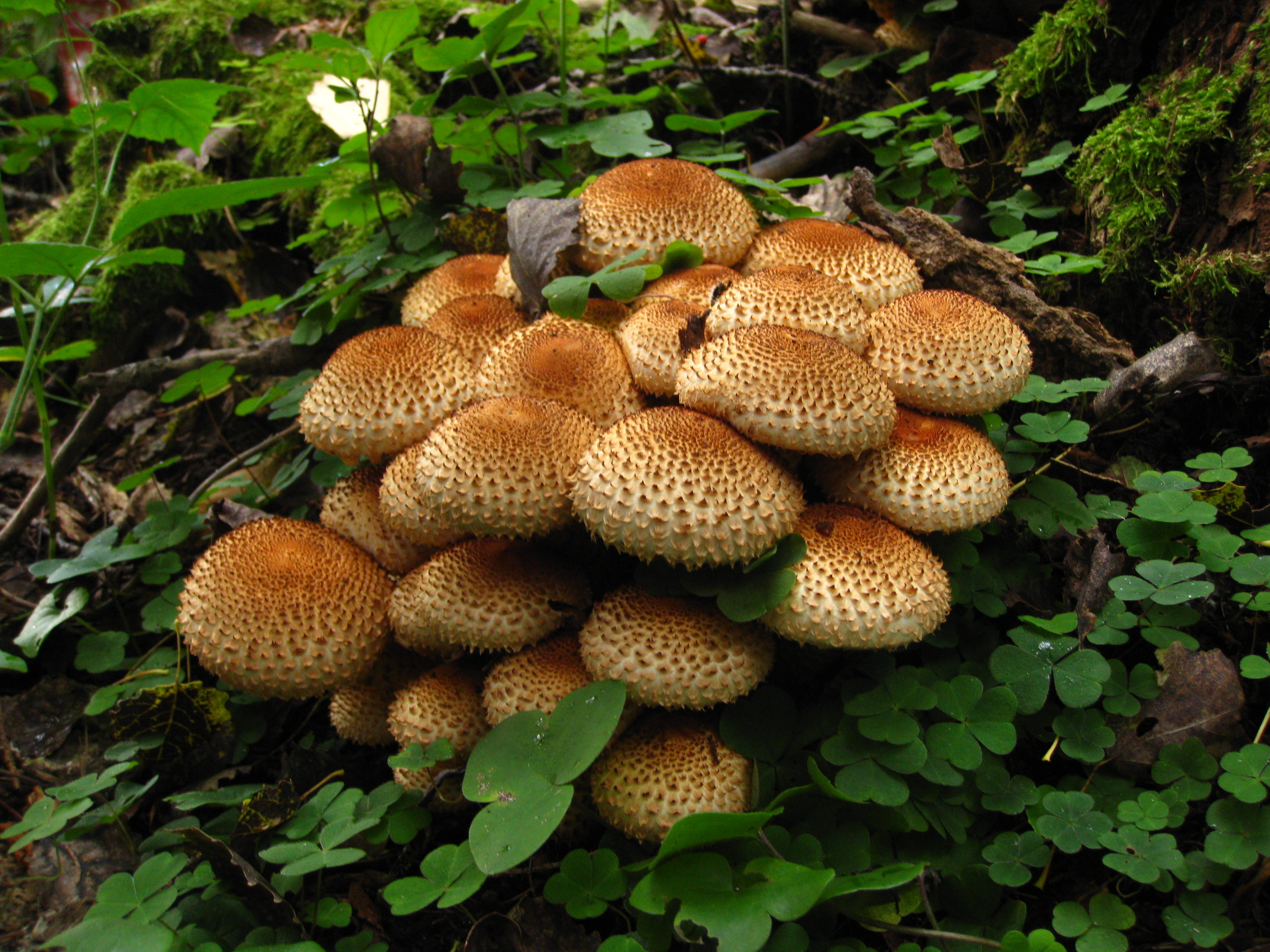
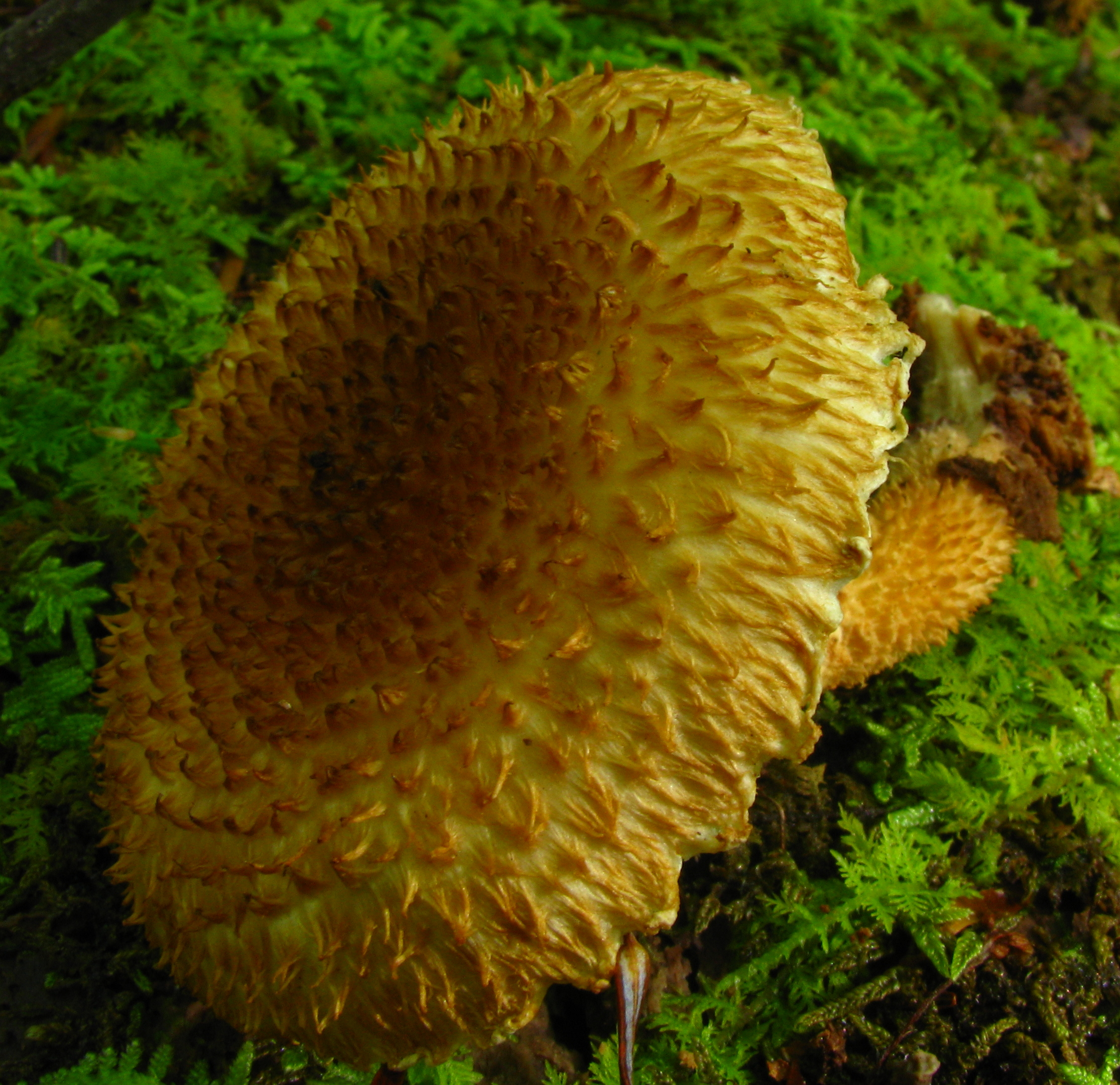
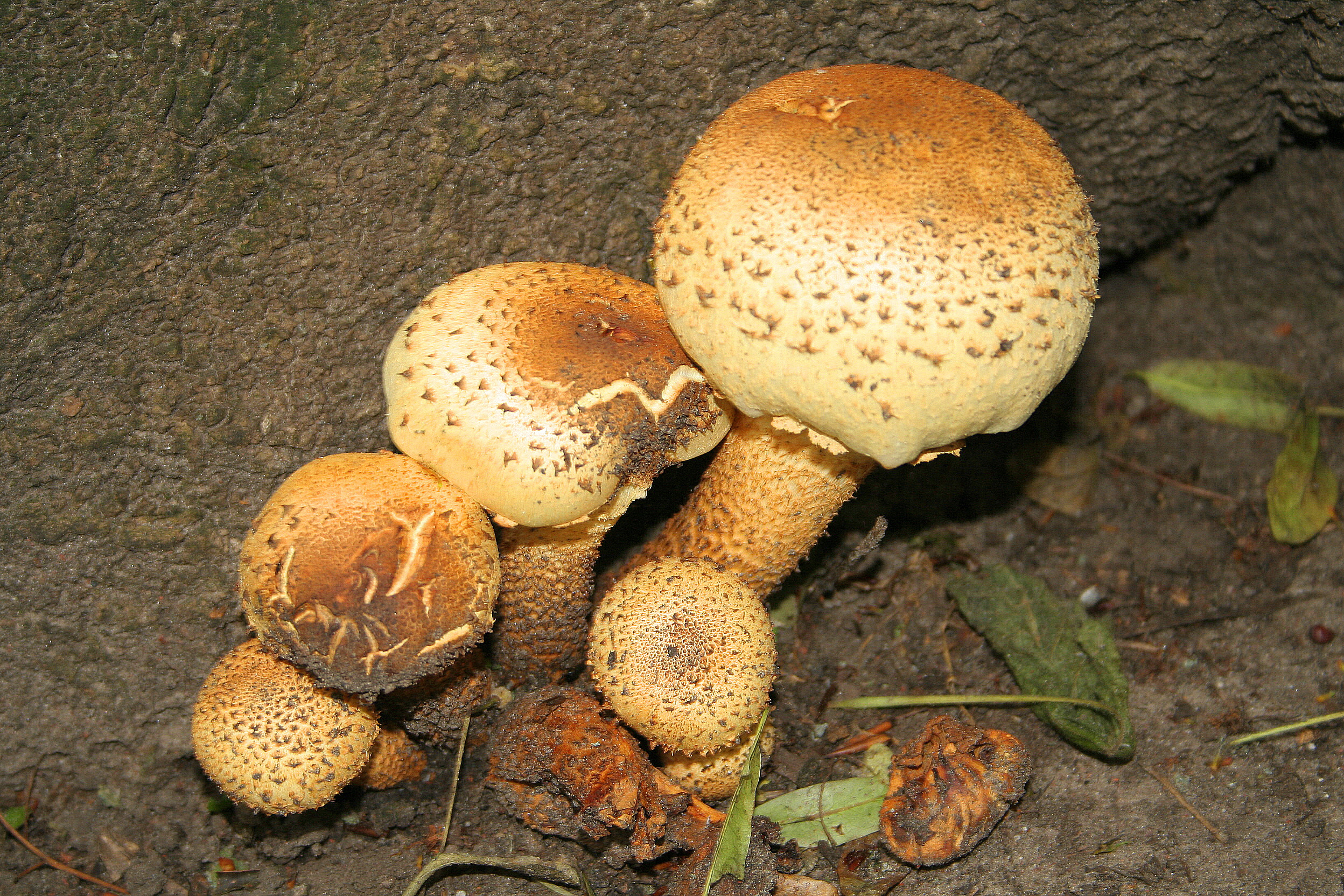
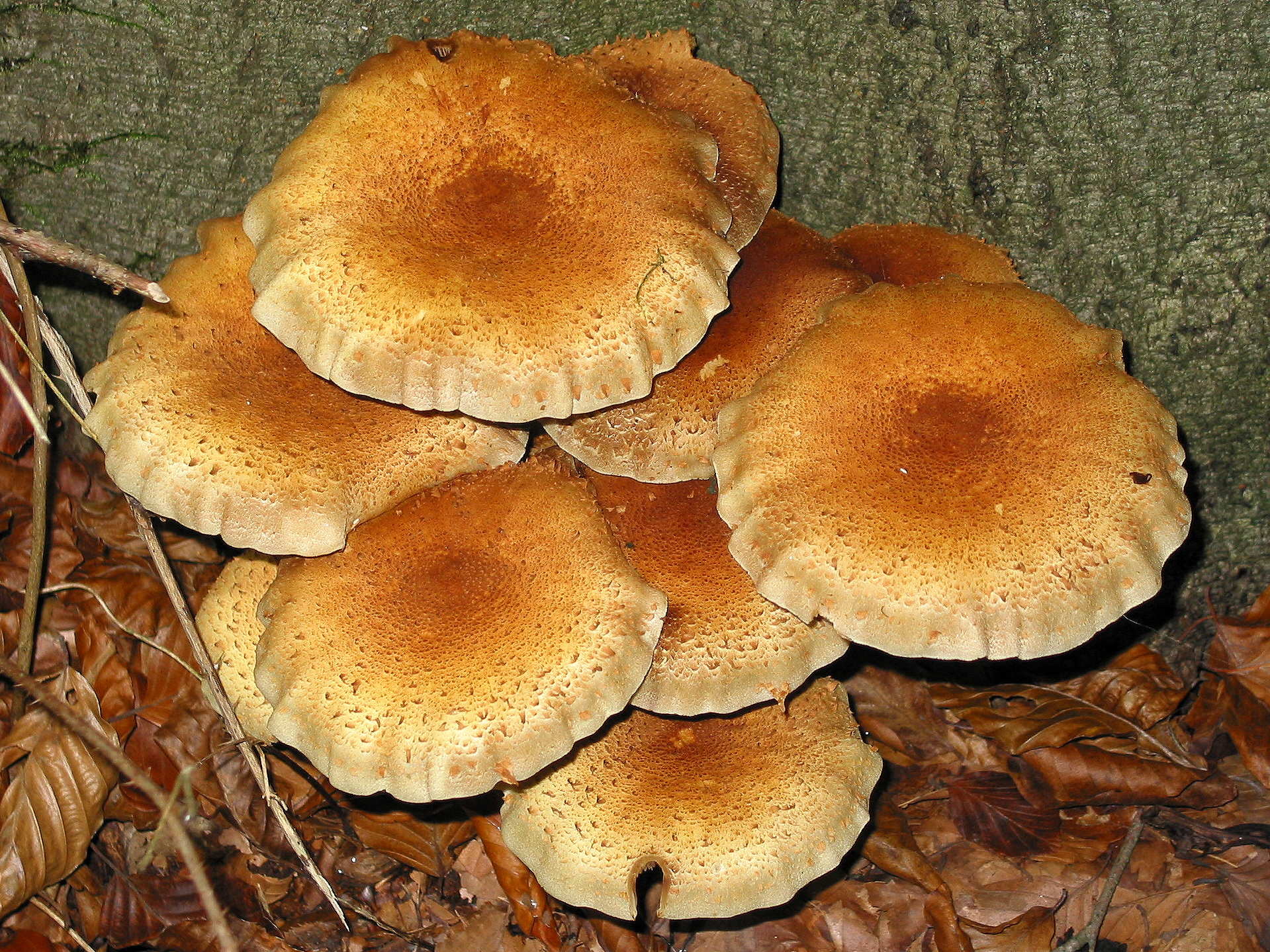